# Djurklou
Djurklou (Djurklow) är en svensk adlig ätt med friherrlig rang.
Ätten härstammar från kamreraren vid riddarhuset och vid postkontoret i Stockholm Jakob Johansson. Hans andra hustru var Malin Eriksdotter, vars far Erik Ingemundsson var borgmästare i Stockholm, och som sedermera blev hustru åt Lars Tungel.
Jacob Johanssons son i andra äktenskapet, Nils Djurklou (1641–1714), upphöjdes 1680 i adligt stånd och skrev sig sedan Djurklow. Nils Djurklow var först gift med Elisabeth Morgonstierna vars mor var en Svinhufvud af Qvalstad. Nils Djurklow gifte sig andra gången 1694 i Stockholm med Anna Maria Reenstierna, dotter av kommissarien Abraham Momma, adlad Reenstierna, och Ingrid Johansdotter.
I det första äktenskapet föddes dottern Johanna Margareta (1683–1765) gift med Tomas Tersmeden (1687–1721), och den ende sonen som förde ätten vidare på svärdssidan, fortfikationsofficeren och sedermera generalmajoren och landshövdingen Nils Djurklou (1686–1758), som blev friherre 1751 och skrev sig därefter Djurklou. Därmed slöts den adliga ätten. Denne Nils Djurklou var gift med Sidonia Kalling, vars mor var syster till talmannen och borgmästaren Jakob Bunge och Bureättling.
Av sönerna bör nämnas Nils Djurklou (1727–1801) som likt fadern började sin militära karriär inom fortifikationen. Han deltog med utmärkelse i Pommerska kriget och var en framstående taktiker. Han blev slutligen överste i armén innan han tog avsked ur krigstjänsten 1785. Ätten fortlevde på svärdssidan endast på denna sida. 
Nils Gabriel (1829–1904), var en framstående folklorist, fornforskare och kulturhistoriker. Från honom härstammar alla nu levande medlemmar av ätten. Huvudmannagrenen är sedan 1940-talet bosatt i Kanada där de kallar sig Nelson.

## Personer med namnet Djurklou
- Nils Djurklou (1641–1714) gift med Elisabeth Morgonstierna och Anna Maria Reenstierna
- Nils Djurklou (1686–1758) gift med Sidonia Juliana Kalling
- Nils Djurklou (1727–1801) gift med grevinnan Ulrika Catharina Mörner af Morlanda
- Nils Adolf Djurklou (1775–1826) ogift
- Nils Gabriel Djurklou (1829–1904) gift med Hedvig Natalia (Thalia) von Hennigs, född i adelsätten von Hennigs
- Carl Gustav Nils Djurklou (1864–1951) gift med Anna von Horn af Rantzien